# Na plechárně
Na plechárně (v originále Cannery Row) je román amerického spisovatele John Steinbecka. Poprvé vydán byl v roce 1945, zfilmován byl v roce 1982, zdramatizován v roce 1995.
Děj románu se odehrává v malé ulici s továrnou na zpracování ryb v Monterrey v Kalifornii. Román se zabývá osudy lidí zde žijících během Velké krize.
Hlavními postavami jsou:
- Lee Chong - majitel obchodu
- Doktor - mořský biolog, postava založená na Steinbeckově příteli Edu Rickettovi
- Mack - vůdce skupiny pobudů

Děj románu je střídavě nostalgický, komický i smutný.

## Námět
Hlavním motivem románu je snaha Macka a jeho přátel udělat radost svému příteli Doktorovi. Mack se upíná k myšlence, že je nutné pro Doktora uspořádat párty a okolí se této myšlenky rychle chytá. Naneštěstí se celá párty vymyká kontrole a je při ní poškozena Doktorova laboratoř a dům. Úsilí získat zpět Doktorovu přízeň, vyústí v rozhodnutí uspořádat novou párty.
Kromě hlavní zápletky se v románu objevuje několik dalších podružnějších zápletek.
Po devíti letech se Steinbeck k postavám románu vrátil v díle Sladký čtvrtek.

## Postavy
- Lee Chong - Lee Chong je mazaný čínský majitel obchodu se smíšeným zbožím známého jako "Lee Chong's Heavenly Flower Grocery.", "Obchod otevřený od úsvitu a nezavírajícího dokud poslední tulák neutratí svůj šesták nebo neodejde do noci. Ne proto, že by byl Lee Chong hrabivec. Není, ale když někdo chce utratit své peníze, je k dispozici.", "Nikdo neví jistě zda Lee někdy dostane něco z peněz co půjčil nebo zda jeho bohatství nesestává pouze z nezaplacených účtů, ale on si žije komfortně."

- Doktor - Doktor je mořský biolog, který zkoumá a sbírá mořské tvory po celém kalifornském pobřeží. Mnoho z těchto tvorů různým způsobem konzervuje a zasílám univerzitám, laboratořím a muzeím v celé zemi. "Můžete si od Western Biological objednat cokoliv živoucího a dříve nebo později to dostanete." Doktor je popisován jako "klamavě malý", silný, s potenciálem se řádně rozzuřit. Nosí plnovous, v této době divný a nepopulární a má velké charisma. Doktor je také nejchytřejším Na plechárně, chce vědět vše o všem. "Doktor je ochoten naslouchat jakémukoliv nesmyslu a proměnit si ho na určitý druh moudra. Jeho mysl nezná hranic." Steinbeck napsal: "Každý kdo ho zná je mu zavázán. A každý kdo na něj pomyslí si říká: 'Musím pro Doktora udělat něco hezkého'". Postava Doktora je založena na Steinbeckově příteli Edu Rickettovi, kterému také román věnoval. Doktorova Western Biological Laboratory je odkazem na Ricktettovu skutečnou Pacific Biological Laboratories, která stála v ulici Na plechárně č. 800 v letech 1928 až 1948.

- Dora Flood - majitelka a provozovatelka restaurace Bear Flag. Nehledě na fakt, že provozuje nevěstinec, je příkladem morálky ve všech jejích podobách: neprodává tvrdý alkohol, drží poctivé ceny za služby poskytované v jejím domě a netrpí ve svých provozovnách vulgarity. Dora je milá ke všem, kdo jí kdy pomohli, nikdy nevyhodí dívku protože je stará nebo již nezvládá svou práci: "některé z nich mají tři zákazníky za měsíc, ale přesto mají nárok na tři jídla denně". Provozujíc nelegální byznys, dodržuje právo dvojnásob a je i dvojnásob filantropická. I když je obvyklý dar na policejní ples jeden dolar, Dora je požádána a dá 50 dolarů. "U čehokoliv jiného je to stejné, Červený kříž, Obecní sbírka, skauti, Dora, ač neopěvovaná, vždy je první na listině dárců." V nejhorších dnech Velké krize Dora platila účty v koloniálu za sousedy a krmila jejich děti. Dora provozuje čirý, respektovaný byznys, který hraje důležitou roli v "ekosystému" Plechárny. Dora se zdá být nejúspěšnější postavou knihy.

- Mack - Mack je 48letý muž, popisovaný jako: "starý, vůdce, mentor a drobný vykořisťovatel malé skupiny mužů, kteří nemají rodiny, peníze a žádné jiné ambice než jídlo, pití a potěšení".

- Hazel - Hazel je mdlý, avšak dobrácký, silný a loajální mladý muž žijící s Mackem a jeho kamarády v Paláci. Má ženské jméno, protože ho matka, omylem, myslíc si, že je to děvče, unavená z porodu (osm dětí v sedmi letech) pojmenovala po tetě. Hazel absolvoval čtyři roky základní školy, čtyři roky reformní školy, ale nikde se nic nenaučil. Hazel rád poslouchá rozhovory a vše si z nich pamatuje, i když často nechápe o čem je řeč.

- Eddie - další z obyvatel Paláce. Eddie je barmanem na částečný úvazek, který zásobuje kamarády kořalkou slitou ze sklenic po hostech v Idině baru. Pod barem má galonovou nádobu, v jejímž hrdle je nálevka. Vše co zbude ve sklenicích slívá do nálevky než je umyje. Výslednou směs nosí do Paláce a vždy je výsledkem něco zajímavého a překvapujícího. Směs žitné, piva, bourbonu, skotské, vína, rumu a ginu je běžná, občas je ozvláštněna, když si zákazník objedná anýzovku nebo curaçao.

- Chinaman

## Prostředí
.

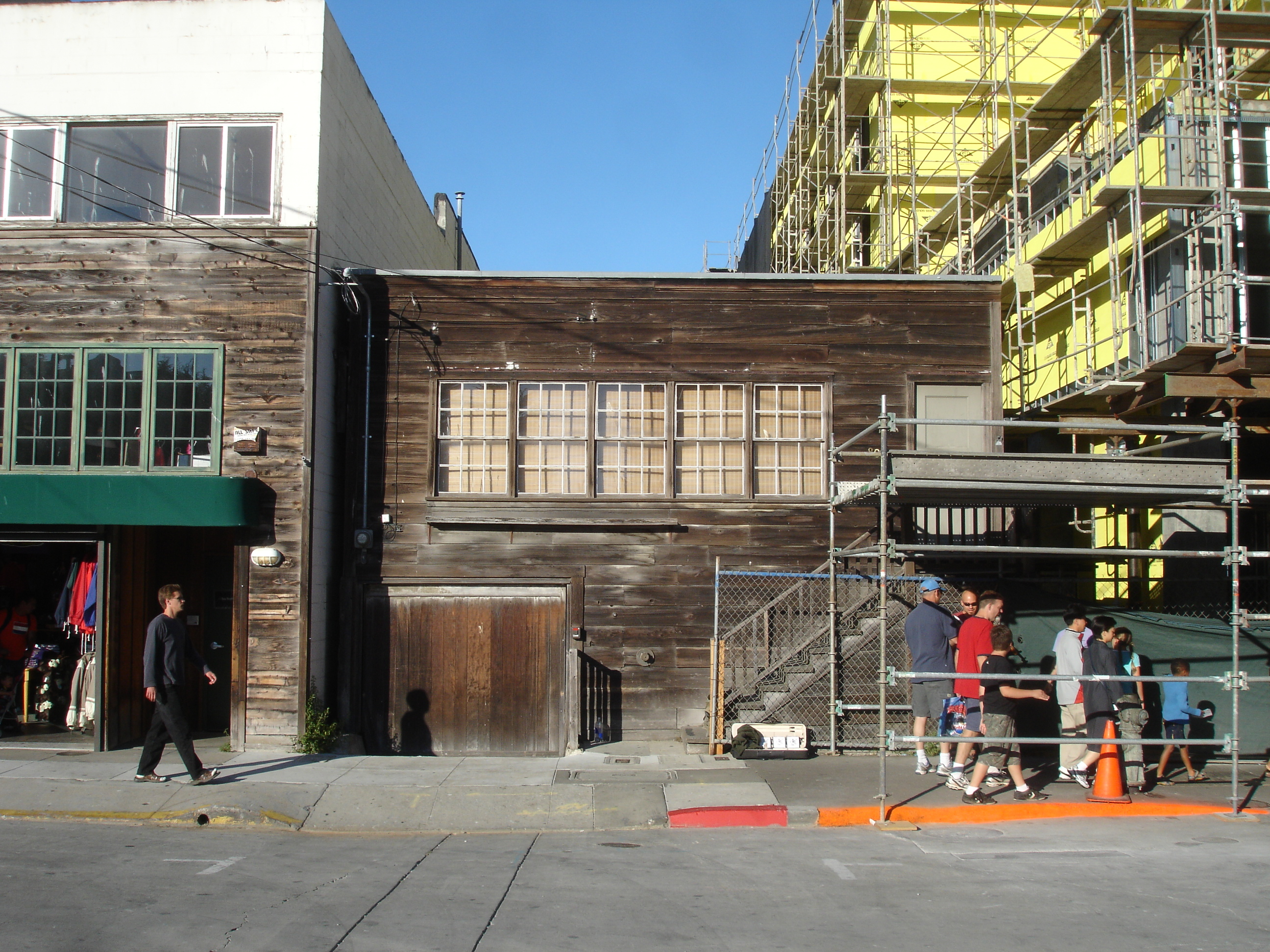
Laboratoř Eda Ricketta v Cannery Row 800, Monterey, která byla předlohou Doktorovy laboratoře

- Lee Chong's Grocery - Lee Chongův obchod je prvním místem se kterým se čtenář v románu seznámí. Je středobodem obchodu Na plechárně. Obchod je skutečným "obchodem se vším", ve kterém můžete koupit oblečení, jídlo čerstvé i konzervované, alkohol, tabák, rybářské náčiní, nářadí, čluny, lana, čepice, vepřová žebírka, pantofle, kimona, whisku i cigára. V obchodu dluží skoro každý z Plechárny, ale obvykle každý nakonec zaplatí, jen aby nemusel jít dlouhou cestu do nejbližšího obchodu až do New Monterey.

- The Palace Flophouse and Grill - domov Macka a jeho kamarádů. Dům byl původně skladiště rybí moučky a byl prodán Lee Chongovi jako úhrada dluhu. Mack přesvědčil Lee Chonga, že nejlépe ochrání svůj majetek před vandaly a žháři tak, že ho přenechá jemu a jeho kamarádům. Aby si Lee zachoval tvář, požádal Macka o pětidolarový týdenní nájem, ačkoliv mu bylo jasné, že z něj nic neuvidí. Lee počítal s tím, že pokud Mack nebo někdo z jeho kamarádů budou mít peníze, utratí je u něj a také že budou mít zábrany něco mu ukrást, protože by je mohl ihned vystěhovat. Lee Chongova úspora v plechovkách fazolí, rajčat, mléka a melounů byla větší než by mohl dostat za nájem. A pokud se někde v okolí krámků v New Monterrey začalo něco ztrácet, tak to nebyla Lee Chongova věc. Palác pojmenoval Hazel, který srovnával to co znal (noclehárnu) s něčím krásným co neznal (Palác). Jak šel čas v Paláci se začal objevovat nábytek, výmalba a jiné drobnosti až se pomalu stal skutečným domovem, nakonec i s adoptovaným psem, ohařem jménem Darling.

- The Bear Flag Restaurant - Bear Flag je místní nevěstinec, vlastněný a provozovaný Dorou Flood. Je popisován jako "Decentní, čistý, poctivý, staromódní zábavní dům, kde si muž může vypít sklenici piva mezi přáteli... bujarý, virtuózní klub", kde neuctiost a tvrdý alkohol nemají místo. Bear Flag je respektován (pokud není přímo oblíben) obyvateli Plechárny z prostého důvodu, že mnoho z nich je na něm závislých. Když se Plechárnou šíří nemoci, jsou to dívky z klubu, které nosí polévku a dělají společnost nemocným dokud se neuzdraví. A na seznamu dárců místní charitě je Bear Flag vždy na prvním místě.

- Western Biological Laboratories - Doktorův domov i kancelář. Laboratoř je místo, kde lze nalézt všechny druhy živočichů: chřestýše, hvězdice, chobotnice aj. Doktor zde má knihovnu bohatou na knihy, nahrávky a vlastní starý fonograf. Na zdech visí reprodukce velkých děl světového umění, "pověšeny v úrovni očí, abyste si je mohli prohlédnout, když máte náladu". Doktor má rád svou sbírku nahrávek, každá píseň z ní mu evokuje různé emoce a vzpomínky.

- La Jolla - Doktor jede sbírat chobotnice do odlivových louží u La Jolly v Kalifornii.

## Pokračování románu
John Steinbeck později napsal pokračování Plechárny pod názvem Sladký čtvrtek, ve kterém přibylo několik nových postav, Doktor našel lásku s pomocí svých přátel.

## Adaptace
- Film Cannery Row na motivy románu byl uveden roku 1982, v hlavních rolích účinkovali Nick Nolte a Debra Winger. Scénář, jehož autorem je David S. Ward, volně zpracovává díla Na plechárně a Sladký čtvrtek.[1]

- Jevištní zpracování románu bylo uvedeno roku 1994 v Western Stage na Hartnell College v Salinas, Kalifornie. O rok později byla hra uvedena na Národním Steinbeckově festivalu. V roce 2005 byla znovu uvedena v Western Stage a také roku 2007 na Community College of Allegheny County v Pittsburghu.